# 水上鄉
水上鄉，舊稱「水堀頭」，位於臺灣嘉義縣南部，緊鄰嘉義市，為嘉義都會區衛星城市，嘉義縣南方的門戶及地方經濟與交通中心。鄉內人口約4.7萬人，是嘉義縣僅次於民雄鄉的人口第二大行政區。
曾為嘉義市市轄區「水上區」以及嘉義廳直隸水堀頭區，後改隸嘉義縣，為水上鄉。地處嘉南平原之上，八掌溪北岸，地勢平坦，氣候屬熱帶季風氣候與副熱帶季風氣候的過渡。北回歸線穿越鄉境內，建有北回歸線紀念碑，迄今已有六代，為嘉義航空站及北回歸線太陽館所在地。

## 歷史
水上鄉舊稱「水堀頭」，清治時期康熙年間漢人移民進入「水堀池」拓墾，故其聚落便命名為「水堀頭」。
日治前期的1901年設立嘉義廳直隸「水堀頭區」，管轄嘉義西堡內之水堀頭街、崎子頭庄、柳子林庄、外溪洲庄、十一指厝庄、南靖庄；柴頭港堡內之下塗溝庄、下藔庄、大崙庄、大堀尾庄、巷口庄、粗溪庄、埤蔴腳庄、白鴿厝庄、管事厝庄、大溪厝庄、柴頭港庄、港子坪庄、劉厝庄。
1920年台灣地方改制時，因機場阻隔，北部的埤蔴腳、白鴿厝、管事厝改隸太保庄，大溪厝庄、柴頭港庄、港仔坪庄、劉厝庄改隸嘉義街，其餘合併店仔口支廳番仔藔區的番仔藔、牛稠埔、三界埔為「水上庄」，劃歸臺南州嘉義郡。戰後初期為臺南縣嘉義區水上鄉，後改隸於嘉義市為水上區，1950年嘉義市廢除省轄市資格後，改為嘉義縣水上鄉至今。

## 地理
水上鄉處於嘉南平原的中心地帶，北鄰嘉義市西區及太保市，西鄰鹿草鄉，東鄰中埔鄉，南隔八掌溪與臺南市白河區、後壁區為界，全境地勢平坦。八掌溪流經水上鄉的南部。

### 河川
八掌溪－河流面積1522公頃，長度50.7公里。高拱乾府志：八掌溪自鹿子埔山東南出，西過上茄苳之東，諸羅山之南，又西過小西佛山，逶麗數里，匯於猿樹港（東石）入於海。台灣地名手冊：八掌溪為嘉南平原一小溪，在朴子溪以南，急水溪以北，發源於奮起湖，源地高約1200公尺、長74公里，平均比降六十二分之一，流域面積478方公里，洪水流量每秒1800立方公尺；枯水流量每秒0.4立方公尺，向西南流，過鹽水街入台灣海峽。

### 氣候
北回歸線棋斷台灣的中央，使一半台灣跨入熱帶境域，夏季長而冬季短，可是最高溫並不超過40度。冬季頗暖和，若非高山根本看不到下雪的現象，偶而會下霜，但是霜的量很少，而且，只有中部以北的地區始有下霜的現象，越往南氣溫越高，位於南端的恆春，即使是冬天，也有如期地名一般終年如春。 

### 人口
根據嘉義縣水上戶政事務所及內政部戶政司統計，2024年底水上鄉戶數約1.9萬戶，人口約4.7萬人，是嘉義縣人口第二大鄉鎮。鄉內人口最多與最少的村分別是水上村與靖和村，2024年底兩村人口分別為4,691人與422人。

## 政治

### 歷任首長
| 屆次 | 姓名   | 任職期間                       | 黨籍       | 備註 |
| ---- | ------ | ------------------------------ | ---------- | ---- |
| 1    | 林修   | 1951年7月1日－1953年6月30日    |            |      |
| 2    | 黃鐘靈 | 1953年7月1日－1956年6月30日    |            |      |
| 3    | 黃鐘靈 | 1956年6月30日－1960年1月15日   |            |      |
| 4    | 林萬邦 | 1960年1月16日－1964年2月29日   |            |      |
| 5    | 林萬邦 | 1964年3月1日－1968年2月29日    |            |      |
| 6    | 林茂蓁 | 1968年3月1日－1973年3月31日    |            |      |
| 7    | 王東一 | 1973年4月1日－1977年12月29日   |            |      |
| 8    | 王東一 | 1977年12月30日－1982年2月28日  |            |      |
| 9    | 黃雨金 | 1982年3月1日－1986年2月28日    | 中國國民黨 |      |
| 10   | 黃雨金 | 1986年3月1日－1990年2月28日    | 中國國民黨 |      |
| 11   | 林崑山 | 1990年3月1日－1994年2月28日    | 民主進步黨 |      |
| 12   | 林崑山 | 1994年3月1日－1998年2月28日    | 民主進步黨 |      |
| 13   | 鄭來居 | 1998年3月1日－2002年2月28日    | 中國國民黨 |      |
| 14   | 林松木 | 2002年3月1日－2006年2月28日    | 無黨籍     |      |
| 15   | 王啟澧 | 2006年3月1日－2010年2月28日    | 中國國民黨 |      |
| 16   | 王啟澧 | 2010年3月1日－2014年12月24日   | 中國國民黨 |      |
| 17   | 劉敬祥 | 2014年12月25日－2018年12月24日 | 民主進步黨 |      |
| 18   | 劉敬祥 | 2018年12月25日－2022年12月24日 | 民主進步黨 |      |
| 19   | 林緗亭 | 2022年12月25日－現任           | 民主進步黨 |      |

### 鄉政組織
水上鄉公所是水上鄉最高層級的地方行政機關，在中華民國政府架構中為鄉自治的行政機關，同時負責執行縣政府及中央機關委辦事項，水上鄉的自治監督機關為嘉義縣政府。鄉長由全體鄉民直接選舉產生，任期為四年，可連選連任一次。水上鄉公所並置鄉政會議，為鄉政最高決策機構，在鄉長之下，設有5課4室等9個內部單位及4個附屬機關。
水上鄉民代表會是水上鄉的最高民意機關，代表水上鄉全體鄉民立法和監察鄉政。鄉民代表由公民直選選出，任期為四年，可連選連任。水上鄉民代表會共有11位鄉民代表，分別為第一選區3席鄉民代表、第二選區3席鄉民代表、第三選區5席鄉民代表，主席、副主席由11位鄉民代表互選產生。

### 行政區
水上鄉現轄26村409鄰：下寮村、三和村、回歸村、粗溪村、塗溝村、寬士村、民生村、柳鄉村、柳林村、柳新村、大堀村、大崙村、內溪村、國姓村、三界村、忠和村、中庄村、義興村、水頭村、水上村、龍德村、溪州村、三鎮村、靖和村、南和村、南鄉村(由北而南排列)。

### 警政治安
- 內政部警政署航空警察局高雄分局嘉義分駐所
- 嘉義縣警察局水上分局
  - 水上派出所：水上村中山路二段291號
  - 柳林派出所：柳鄉村柳子林119號
  - 中莊派出所：中庄村中庄66號
  - 南靖派出所：三鎮村三鎮路51號
  - 成功派出所：三界村三界埔156號

## 經濟

### 企業總部
- 嘉聯實業股份有限公司

### 金融業
- 京城商業銀行水上分行
- 水上郷農會

### 保險業
- 富邦人壽嘉辰水上分處
- 新光人壽白河水上分處

### 工業
- 水上南靖產業園區[7][8][9]（施工中）

### 餐館
- 新興園餐廳
- 皇富海鮮餐廳
- 楊記水餃麵食館
- 喜多多國際宴會廳

### 特產
- 蛋捲
- 仙草
- 玉米
- 蓮子
- 木瓜
- 水稻
- 香瓜
- 甘蔗
- 蓮花、蓮花茶
- 番茄、玉女小番茄

### 小吃
- 草魚粥[10]
- 鴨肉羹
- 涼麵
- 涼肉圓
- 煎餅
- 豆花
- 蔥油餅
- 烤玉米
- 脆皮烤鴨
- 火雞肉飯

## 教育

### 教育簡史
1902年2月24日，嘉義公學校（今嘉義市崇文國民小學的前身）於水堀頭設立水堀頭分校。1903年5月26日，嘉義公學校水堀頭分校正式獨立為水堀頭公學校。1921年4月24日，因台灣之地方制度改制，水堀頭庄改名為水上，水堀頭公學校亦改稱水上公學校，並成立湖子內分離教室，及大崙分離教室。1923年4月27日，水上公學校湖子內分離教室升格為湖子內分教場，大崙分離教室升格為大崙分教場。1941年3月31日，水上公學校湖子內分離教室獨立為柳子林公學校，4月1日教育法令修改，校名改為柳子林國民學校。水上公學校成立三界埔分教場。1943年4月1日，水上公學校三界埔分教場獨立三界埔國民學校。
1946年1月15日，水上公學校更名為台南縣水上鄉第一國民學校。三界埔國民學校更名為台南縣水上鄉第四國民學校。6月1日，因台灣行政區域調整，水上鄉劃歸省轄嘉義市管轄，台南縣水上鄉第一國民學校改稱嘉義市立水上國民學校，第四國民學校改稱忠和國民學校。9月1日，忠和國民學校設立三界埔分校。11月13日，嘉義市立水上、忠和國民學校再更改為嘉義市水上區水上、忠和國民學校。1947年9月30日，南靖糖廠成立嘉義市私立台糖小學。1948年7月20日，嘉義市私立台糖小學納為南靖代用國民學校。
1950年9月，南靖代用國民學校於三鎮村成立設立靖西分校。10月25日，行政區域調整，嘉義市、嘉義區與東石區，合併成立嘉義縣，嘉義市水上區改為嘉義縣水上鄉。1952年9月16日，忠和國民學校三界埔分校，獨立設立成功國民學校。1956年1月，南靖代用國民學校靖西分校獨立為靖西國民學校。1959年9月1日，忠和國民學校成立義興分校。1963年9月，忠和國民學校義興分校獨立為義興國民學校。1965年，設立回歸國民學校。1968年，實施九年國民教育，初級中學改稱國民中學，國民學校改稱國民小學，台糖小學產權移轉于縣政府，並改制為南靖國民小學。1983年8月，靖西國小縮編為南靖國小靖西分校。1986年，回歸國小改名為北回國小。

### 各級學校
水上鄉現有私立高級中等學校為嘉義縣私立萬能高級工商職業學校等技術型高級中等學校一校，其他公立教育機構計有嘉義縣立水上國民中學、嘉義縣立忠和國民中學等二所國民中學，嘉義縣水上鄉水上國民小學、嘉義縣水上鄉大崙國民小學、嘉義縣水上鄉柳林國民小學、嘉義縣水上鄉忠和國民小學、嘉義縣水上鄉成功國民小學、嘉義縣水上鄉南靖國民小學、嘉義縣水上鄉南靖國民小學靖西分校、嘉義縣水上鄉義興國民小學、嘉義縣水上鄉北回國民小學等九所國民小學。

## 交通

### 航空

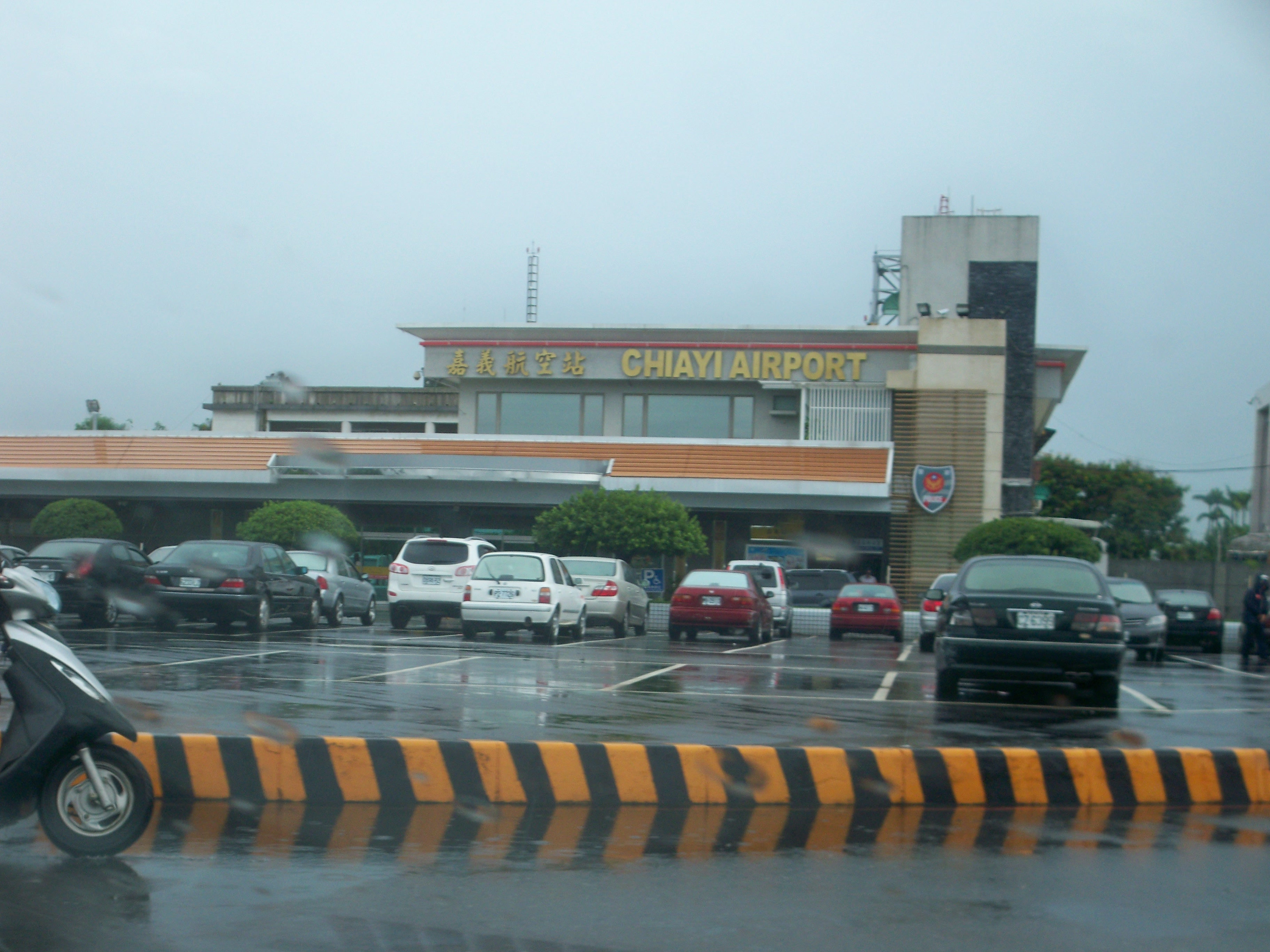
嘉義航空站

- 嘉義航空站（水上機場）

### 鐵路
臺灣鐵路公司

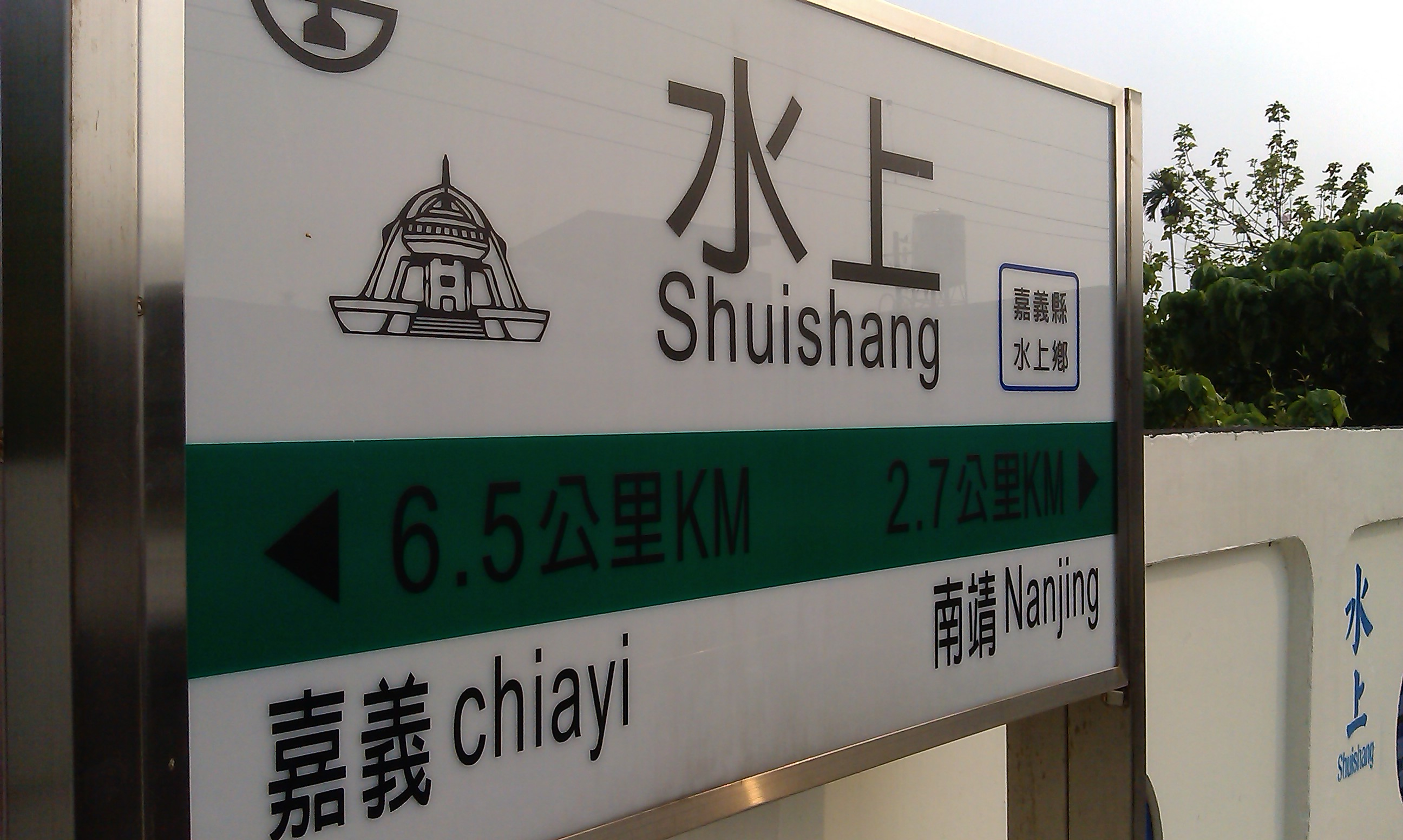
水上車站

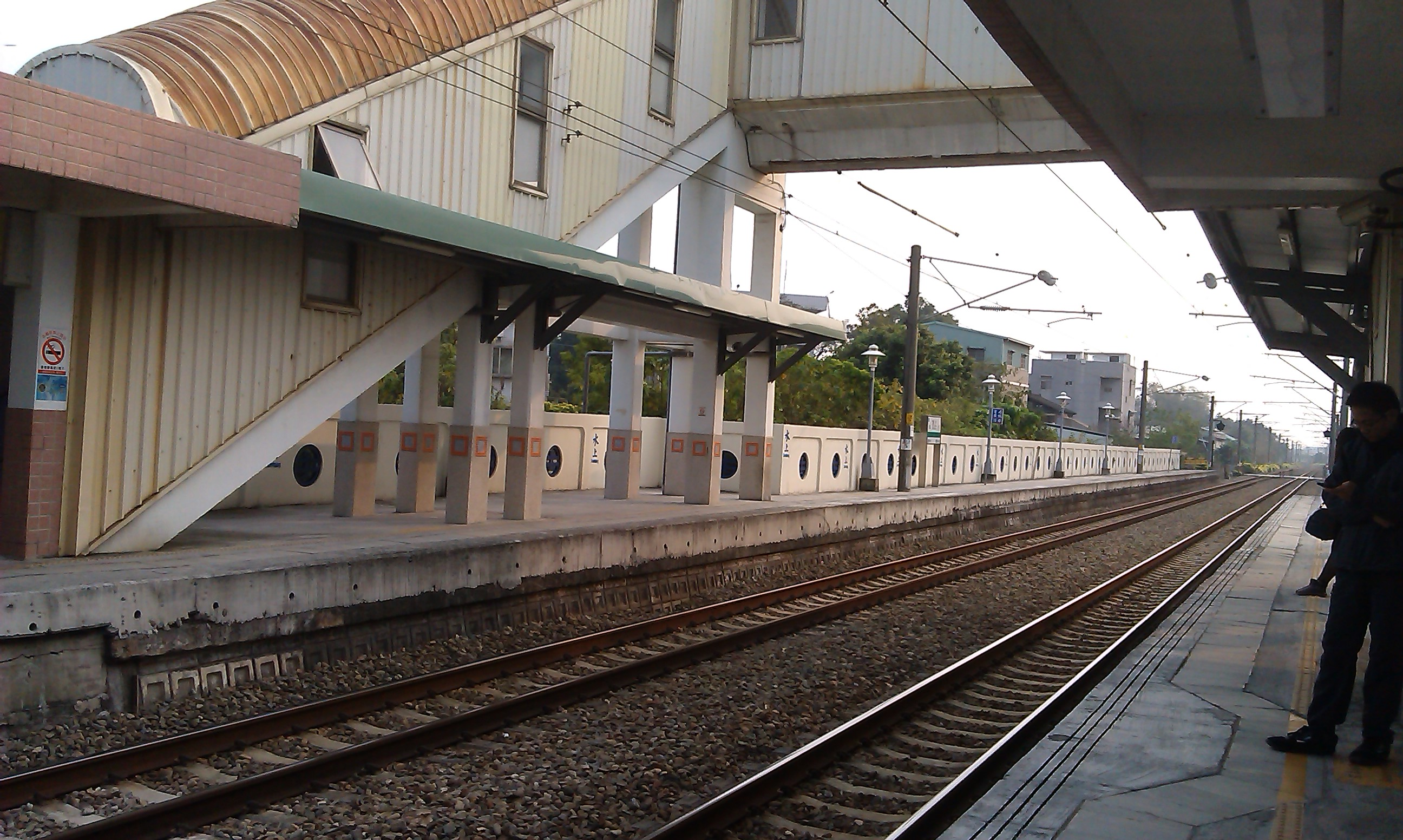
水上車站的月台

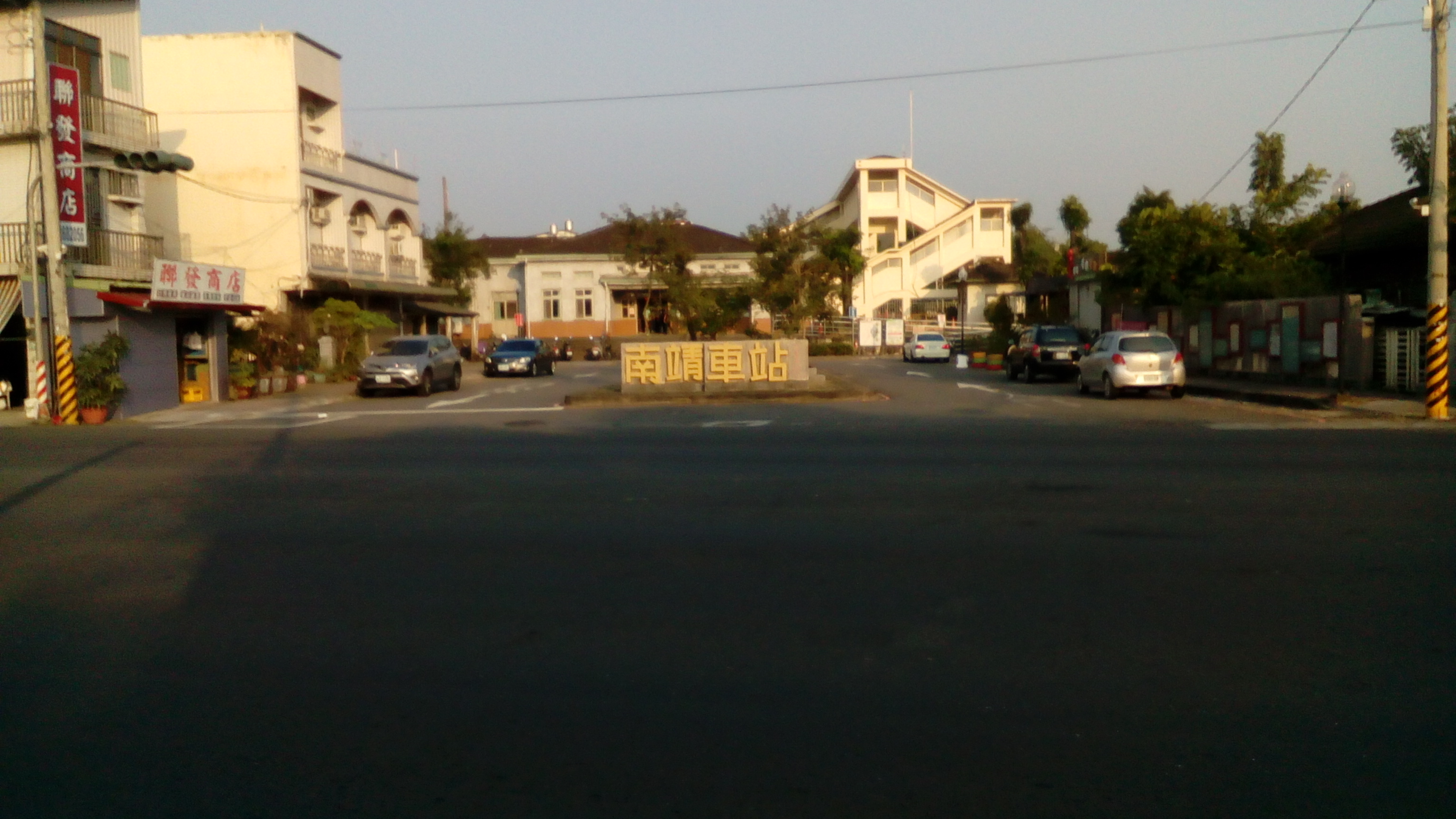
南靖車站

- 縱貫線： 北回歸線車站（興建中） - 水上車站 – 南靖車站

### 公車資訊
- 嘉義市公車（捷乘交通）
  - 樂活1路 紅瓦里(1)全家超商－林森盧義路口
  - 樂活1路A 紅瓦里(1)全家超商－東洋新村－泰勒瓦莊園(預約)
- 嘉義客運
  - 7205 嘉義－太保－朴子
  - 7206 嘉義－塭港
  - 7207 嘉義－竹子腳－鹽水－新營轉運站
  - 7208 嘉義－重寮－鹽水－新營轉運站
  - 7209 嘉義－朴子－布袋
  - 7210 嘉義－內角－白河
  - 7213 嘉義－鹿草－樹林頭
  - 7214 嘉義－關子嶺
- 嘉義縣公車處
  - 7324 嘉義－水上－朴子
  - 7327 嘉義－朴子－布袋
- 國光客運
  - 1836 臺北－新營
- 新營客運（大台南公車）
  - 黃9 新營站－後壁－高鐵嘉義站

### 公路
- 國道一號（中山高速公路）
  - 270 水上水上交流道
  - 272 嘉義系統嘉義系統交流道（連接台82線）
- 國道三號（福爾摩沙高速公路）
  - 300 水上系統水上系統交流道（連接台82線)
- 台1線
- 台82線（東西向快速公路 東石－嘉義線）
  - 22 嘉義系統嘉義系統交流道（連接國道一號）
  - 25 水上水上交流道
  - 30 中和中和交流道
  - 34 水上系統水上系統交流道（連接國道三號）
- 縣道163號 （嘉柳公路、嘉鹿公路）
- 市道165號
- 縣道168號（嘉朴公路）

### 公共自行車
嘉義縣公共自行車租賃系統是嘉義縣政府推動的自行車租賃系統，2023年開始規劃建置，由微笑單車股份有限公司得標，2024年7月3日開始試營運，水上鄉已於2024年7月3日啟用「YouBike公共自行車系統」。資料截至2024年12月5日，YouBike 2.0系統已在水上鄉設有15個租賃站點，可甲地借車、乙地還車 ，提供民眾租借使用。

## 觀光景點

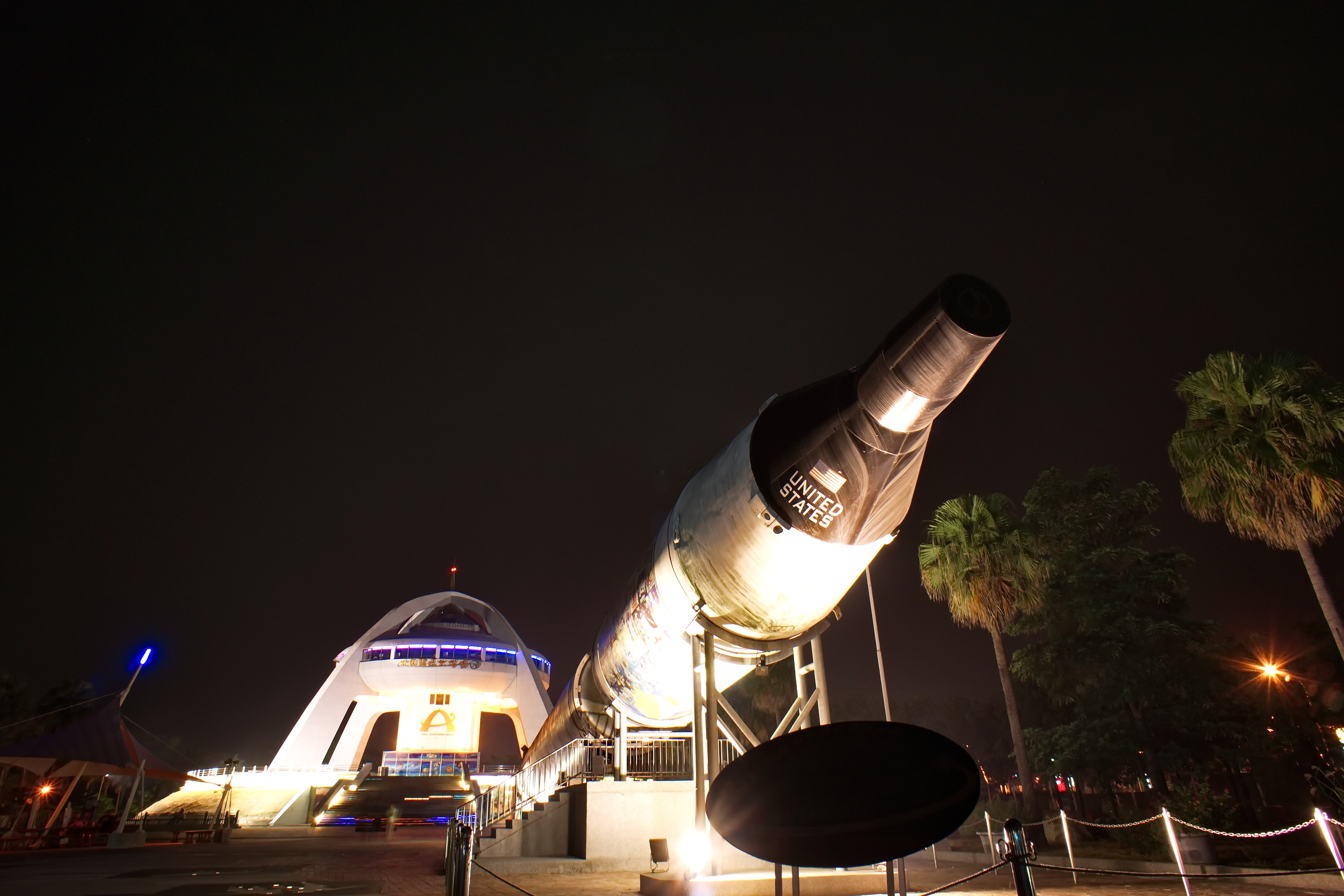
北回歸線太陽館及泰坦二號火箭展區

- 嘉義機場
- 南靖車站
- 白人牙膏觀光工廠
- 南靖糖廠休閒廣場
- 格林威咖啡
- 品皇咖啡觀光工廠
- 嘉義縣科學教育中心
  - 北回一館太陽館
  - 北回二館太空教育館
- 北回歸線紀念碑
- 水上國民運動中心[19]（興建中）
- 柴頭埤休閒公園
- 大智慧養生休閒農場
- 溪東公園（紙飛機觀景台）
- 外溪洲橋下運動公園

- 夜市 
  - 水上夜市
  - 中夜市

## 圖集

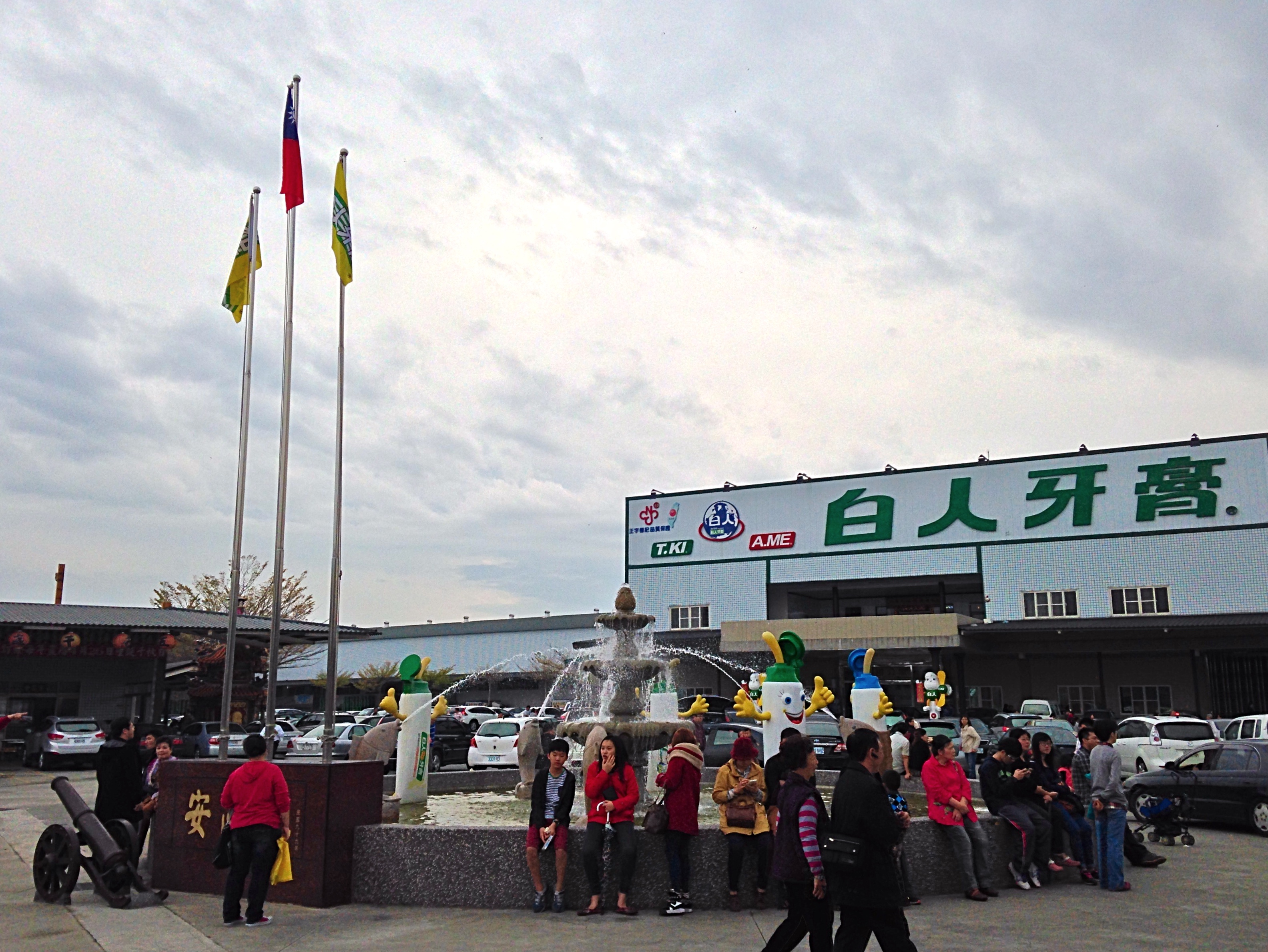
白人牙膏觀光工廠
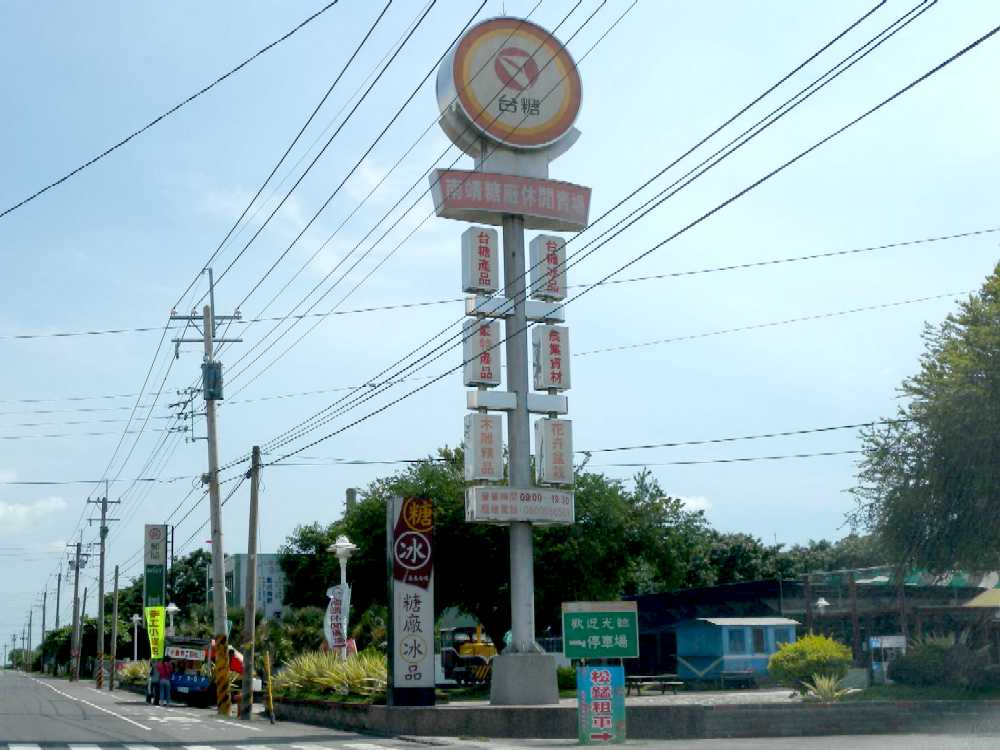
南靖糖廠休閒廣場
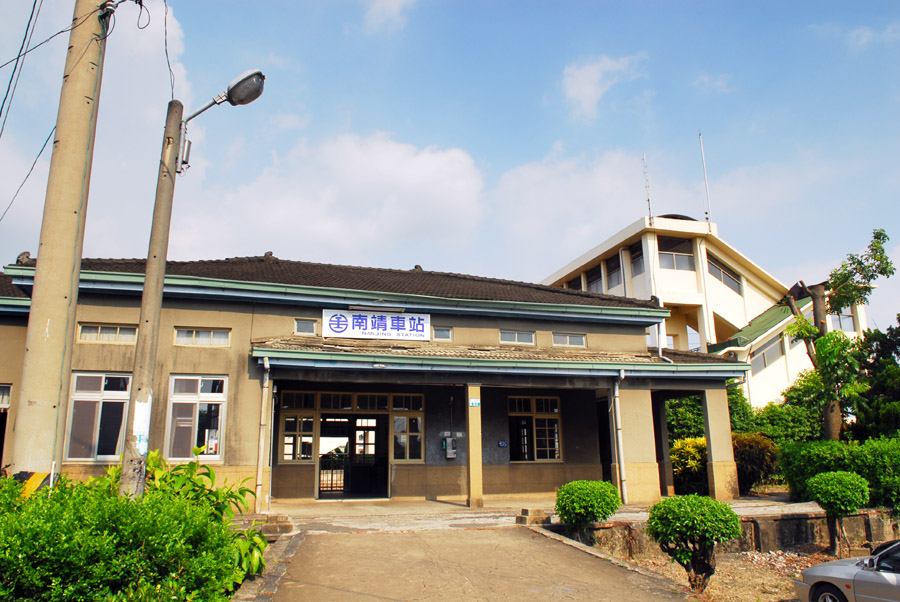
南靖車站
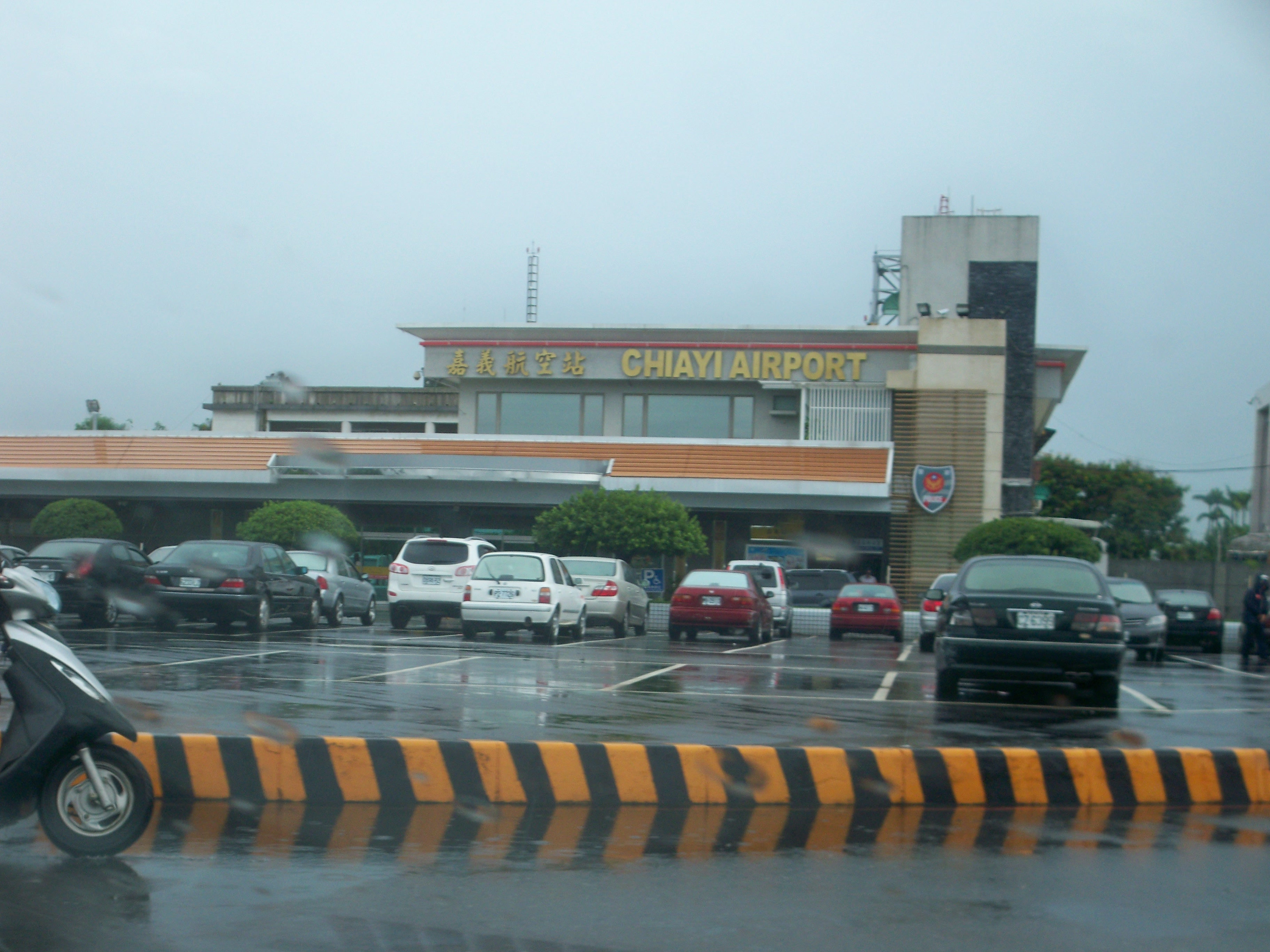
嘉義航空站
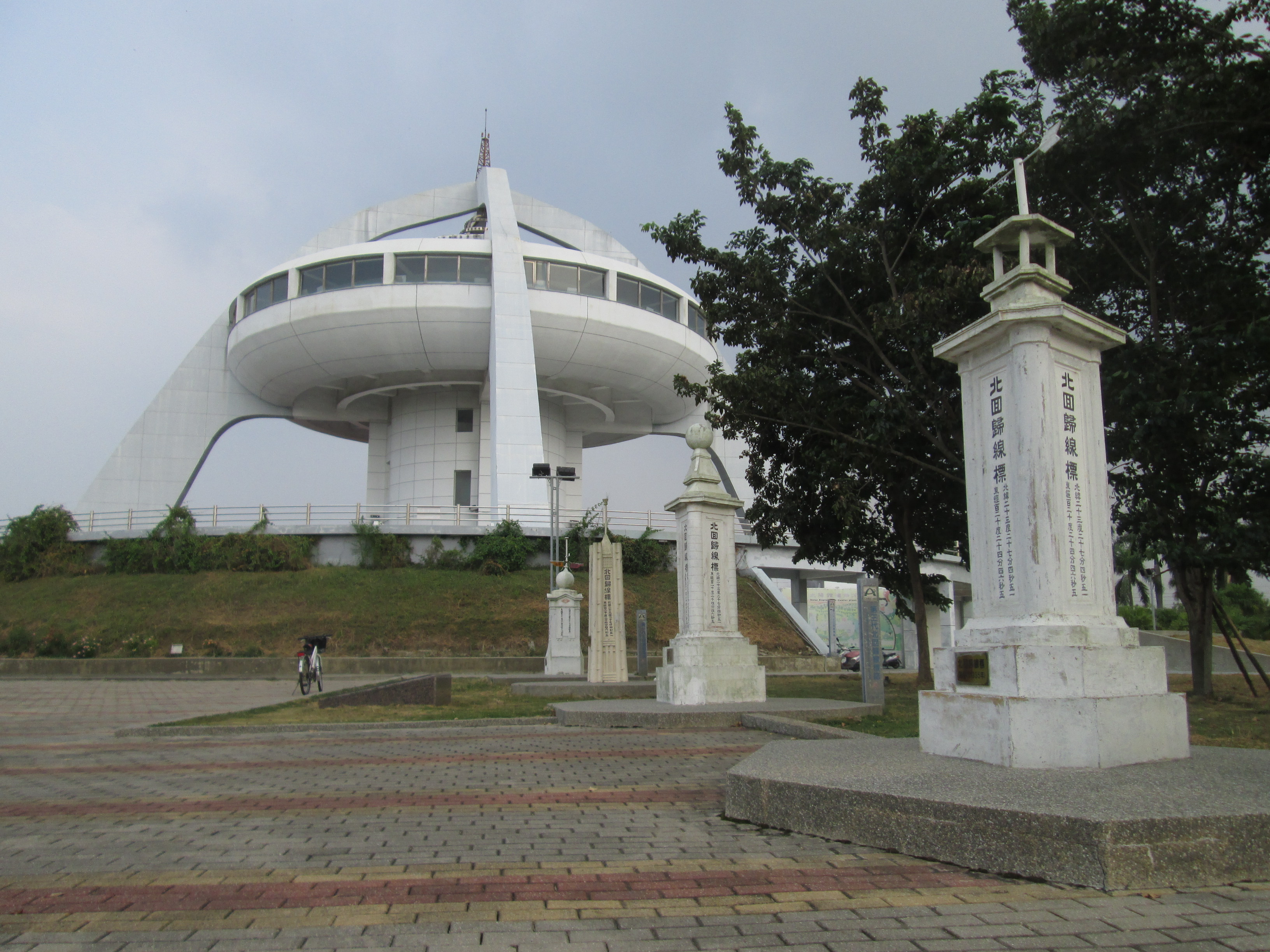
北回歸線歷年紀念碑

## 外部連結
- 水上鄉公所 （页面存档备份，存于）
- 北回歸線太陽館 （页面存档备份，存于）